# Fuertesia domingensis
Fuertesia es un género monotípico con una especie de planta fanerógama perteneciente a la familia Loasaceae.  Su única especie. Fuertesia domingensis es originaria de la República Dominicana.

## Taxonomía
Fuertesia domingensis fue descrita por Ignatz Urban  y publicado en Berichte der Deutschen Botanischen Gesellschaft 28: 522. 1911.